# Josep Bunyesc
Josep Bunyesc   (Lleida, 1979) és un arquitecte català. És conegut pels seus projectes en construccions sostenibles, amb projectes d’arquitectura domèstica adequada a les condicions climatològiques, que li han valgut reconeixements internacionals.
Entre els seus projectes més destacats es troba la Casa Passiva Arboretum, amb estructura de fusta aïllant i llana d’ovella, i la construcció passiva modular transportable Noem, amb control de les emissions de CO₂ en tots els processos i materials, que ha guanyat el 1r Premi Europeu de l’Esperit Emprenedor de la Unió Europea.

## Trajectòria
Es va llicenciar en arquitectura a la UPC el 2003, i des de llavors ha treballat com a arquitecte independent. Va complementar els seus estudis amb un Màster of Advanced Studies (MAS), doctorat europeu en col·laboració amb EPFL Laboratoire d’Énergie Solaire (LESO 2005-13) i doctor en Arquitectura Sostenible i Economia d’Energia i l’Hàbitat en zones de muntanya per la UPC - ETSA Barcelona, vessant en la qual s'ha especialitzat i ha treballat impulsant projectes arquitectònics alternatius basats en l’economia de l’energia.
Destaquen les seves aportacions en matèria de rehabilitació i millora de l’eficiència energètica; ha rehabilitat diversos edificis tradicionals i ha construït habitatges de baix consum energètic recuperant el patrimoni tradicional en zones d’alta muntanya, en concret al Pirineu de Lleida. Ha estat pioner a Espanya en la construcció en estructura de fusta i aïllant de llana d’ovella segons l’estàndard Passiv House. Ha col·laborat amb l’estudi BB Architects Marco Bakker i Alexandre Blanc a Lausana i en diversos projectes amb els departaments de Cultura, d’Ensenyament i de Medi Ambient de la Generalitat de Catalunya. És arquitecte redactor del Pla Especial d’Impacte Patrimonial dels conjunts històrics declarats Béns Culturals d’Interès Nacional del Baix Pallars (Pallars Sobirà). Ha participat en diversos concursos i publicat diversos treballs sobre sostenibilitat i construcció tradicional tant en l’àmbit nacional com en l’internacional. Bunyesc exerceix també com a pedagog i participa en múltiples cursos i conferències especialitzades.

## Premis i reconeixements
Ha estat guardonat amb diferents premis i distincions, entre els quals destaquen el Premi Europeu de l’Esperit Emprenedor de la Unió Europea per la seva proposta de construcció sostenible NOEM (2012), el Premi Nacional d'Arquitectura i Espai Públic o el Premi d’Eficiència Energètica de la Generalitat de Catalunya.